# Tagant
Tagant (arabisk: ولاية تكانت) en region der ligger i den centrale del af Mauretanien, og består af tre departementer (eller moughataa).
Den grænser til regionerne Adrar mod nord, Hodh Ech Chargui mod øst, Hodh El Gharbi og Assaba mod syd og Brakna mod vest.
| Departementer ("moughataa") | Indbyggertal (2000) | Kommuner (hovedstaden øverst) |
| --------------------------- | ------------------- | --- |
| Moudjeria                   | 36.676              | - Moudjeria - N'Beika, 18.310 indbyggere - Soudoud, 16.392 indbyggere                                                                         |
| Tichit                      | 4.627               | - Tichit - Lekcheb, 1.469 indbyggere |
| Tidjikja (eller Tijikja)    | 35.317              | - Tidjikja - El-Wahat, 5.433 indbyggere - Tensigh, 6.590 indbyggere - Boubacar Ben Amer, 6.141 590 indbyggere - Lehsira, 3.621 590 indbyggere |

## Eksterne kilder og henvisninger
- Statistik for Tagant

18°42′N 10°12′V / 18.700°N 10.200°V
|  | Infoboks uden skabelon Denne artikel har en infoboks dannet af en tabel eller tilsvarende. |